# Vicente Izquierdo (pintor)
Vicente Izquierdo fue un pintor español.

## Biografía
Natural de la localidad castellonense de Segorbe, fue discípulo de la Real Academia de Bellas Artes de San Carlos de Valencia y de la de Bellas Artes de San Fernando de Madrid.
En la Exposición Nacional de Bellas Artes de 1858, presentó un retrato; en la de 1860, Un retrato de labradora y Un ciego y su lazarillo; en la de 1862, Un choricero, Un retrato y Cinco países; en la de 1864, Murillo pintando la Concepción, Un retrato del autor y Unos pavos; en la de 1866, La Comunión, Una gallega, Una pavera, Unos borregos, Un mendigo y La presentación del Príncipe Alfonso en los muros de Ávila de los Caballeros; en la de 1876, Baile de máscaras, Baños de San Martín, Barrio de pescadores en Santander, Entrada al puerto de idem, Niña cosiendo, Valle de Loyola, Cacharros de Alcorcón, Idem antiguos, Palomas y Tres retratos; en la de 1878, Cinco retratos, Sardinera guipuzcoana, Aguadora guipuzcoana, Entrada del puerto de Pasajes, Ría de San Sebastián, Vista de la costa de Valencia y Un bosque, y en la de 1881, Muchacho alcarreño comiendo naranjas, Un aguador alcarreño, Cacharros y frutas, Vista del Bidasoa, Ruinas del castillo de Hendaya, Señorita dibujando, Un caballero leyendo, Dos retratos, Paso de Roldán en los Pirineos y Bosque en las inmediaciones de Cambó. En las de 1864 y 1866, obtuvo mención honorífica.
También concurrió a la Exposición Internacional de Bayona de 1864, con una Vista de la Puerta del Sol de Madrid y otra de la Costa de Valencia. En la Exposición del Fomento de las Artes de 1871, presentó Unas espigadoras, dos estudios de paisaje, Un pobre de camino y Un pobre encapotado. Se desplazó con frecuencia hasta París para presentar numerosos trabajados pictóricos en las exposiciones que allí se celebraban.
Tuvo una hija, Elena, que fue pintora como él y también concurrió a exposiciones con estudios del natural y acuarelas.